# Fall… In Love
《Fall… In Love》는 엠씨 더 맥스의 다섯 번째 정규 음반인 《Returns》의 두 번째 리패키지 앨범이다. 
엠씨 더 맥스가 기존에 발라드 형식의 노래로 사랑을 받았기 때문에 발라드곡인 타이틀 곡인 신곡 〈사랑을 외치다〉와 기존곡을 편곡한 〈사랑이 사랑을 버리다 (Fall Mix.)〉를 추가하면서 5집을 재구성하였다. 《Returns》와 《Returns Part Ⅱ》에 있던 전 곡을 포함하였다.

## 곡
CD1
1. 사랑을 외치다 (신인수 작곡, 양재선 작사, 신인수 편곡)
2. Returns (빈크 작곡, 안성일 작사, 빈크 편곡)
3. 가슴아 그만해 (신인수 작곡, 양재선 작사, 신인수 편곡)
4. 사랑이 끝나면 (M/V Mix) (제이 윤 작사·곡, 빈크 편곡)
5. 사랑이 사랑을 버리다 (신인수 작곡, 양재선 작사, 신인수 편곡)
6. HOPE (빈크 작곡, 이수 작사, 빈크 편곡)
7. 모래시계 (표건수 작곡, 이원석 작사, 표건수 편곡)
8. 너만 있으면… (신인수 작곡, 윤사라 작사, 최영호 편곡)
9. Oh! Plz (제이 윤 작곡, 이수 작사, 표건수 편곡, 최진이 피쳐링)
10. 눈을 감아도 (강우현 작곡, 레인 작사, 안성일 편곡)
11. Rain (제이 윤 작사·곡, 표건수 편곡, 멤버 전원 보컬 참여)
12. Moment (이수 작사·곡, 표건수 편곡)
13. What A Wonderful World (이수 작사, 곡, 표건수 편곡)
14. 눈물 (최화전 작곡, 최진이 작사, 안성일 편곡)

CD2
1. 사랑이 사랑을 버리다 (Fall Mix.) (신인수 작곡, 양재선 작사, 신인수 편곡)
2. 사랑의 時 (2007 New Version)
3. 사랑은 아프려고 하는거죠 (2007 New Version)
4. 행복하지 말아요 (2007 New Version)
5. 잠시만 안녕 (2007 New Version)
6. 별 (2007 New Version)
7. 사랑하고 싶었어 (2007 New Version)
8. 사랑을 믿어요 (2007 New Version)
9. 사랑을 찾아서 (2007 New Version)
10. 사랑이 끝나면
11. 해바라기도 가끔 목이 아프죠 (2007 New Version)
12. 태양은 가득히 (2007 New Version)
13. Sixth Sense (2007 New Version)
14. 붉은 노을 (2007 New Version)